# Alain de Coëtivy
Alain IV de Coëtivy (Plounéventer, 8 de novembro de 1407 - Roma, 4 de maio de 1474) foi um cardeal francês da Igreja Católica, bispo de Avinhão.

## Biografia
Filho de Alain III de Coëtivy e Catherine du Chastel. Ele era irmão do famoso almirante da França Prégent VII de Coëtivy, sire de Riaz. Preboste de Saint-Martin de Tours, Vertou. Preboste de Toulouse. Cônego do capítulo da catedral de Saint Pol de Léon de julho de 1436.
Eleito bispo de Avinhão em 30 de outubro de 1437, celebrou um sínodo em 1456 e 1457, ocupou a Sé até sua morte. Nomeado administrador apostólico da Sé de Uzés de 2 de outubro de 1442 a junho de 1445.
Foi criado cardeal-presbítero pelo Papa Nicolau V no consistório de 20 de dezembro de 1448, recebendo o título de Santa Praxedes em 3 de janeiro de 1449 e o chapéu vermelho em 30 de janeiro de 1449. Esteve no consistório secreto de 27 de outubro de 1451. Camerlengo do Sagrado Colégio dos Cardeais, a partir de 5 de novembro de 1453, por um ano. Administrador da Sé de Nîmes em 1 de abril de 1454, ocupou o cargo até 19 de novembro de 1460.
Questionou o novo Papa Calisto III sobre atribuir a igreja de Santo Ivo, em Roma, para os bretões e o pedido foi concedido em 1456. Nomeado embaixador na França para a cruzada contra os turcos; recebeu a cruz legatina no ombro do Papa na Patriarcal Basílica Vaticana em 8 de setembro de 1455, ele saiu de Roma para Avinhão e Paris em 17 de setembro, retornou a Roma em 6 de maio de 1458. Enquanto na França, ele foi nomeado legado para a exumação e o reconhecimento do corpo de São Vicente Ferrer, em 1456. Ele se opôs ao cardeal Basílio Bessarion, por sua origem grega. Nomeado administrador da Sé de Dol em 18 de junho de 1456, renunciou ao cargo em 7 de janeiro de 1460; administrador novamente em 1462, ocupou o cargo até o início de 1474, pouco antes de sua morte. Apresentado no Concílio provincial de Avinhão, como legado papal para a França, o concílio foi presidido pelo Cardeal Pierre de Foix, legado em Avinhão, bispo de Albano, onde os padres conciliares assinaram o decreto do Concílio de Basileia declarando a Imaculada Conceição da Bem-Aventurada Virgem Maria.
Foi membro da comissão de cardeais para manter a ordem em Roma. O cardeal saiu de Roma com o novo Papa Pio II em 22 janeiro de 1459 para participar do Congresso de Mântua. O rei Carlos VIII da França confiscou seus benefícios em relação às dioceses de Uzès e Carcassonne, bem como a abadia de Saint-Jean d'Amgély, que ele tinha in commendam. Nomeado administrador da Sé de Saintes de 7 de janeiro de 1461 até 8 de abril de 1462. Ele estava em Roma, em abril de 1462 para a chegada do crânio de Santo André, o apóstolo, e seu palácio foi decorado para a ocasião. Ele foi para Viterbo, no mês seguinte de junho.
Passou para a ordem dos cardeais-bispos e recebe a sé suburbicária de Palestrina em 7 de junho de 1465, mantendo o seu título em Santa Praxedes in commendam até sua morte, tomou posse da Sé em 3 de janeiro de 1466, restaurado a sua catedral. Ele estava presente na cerimônia de envio do chapéu vermelho para o novo Cardeal Jean de la Balue, criado em 18 de setembro de 1467. Partiu para a França em 12 de junho de 1468. Nomeado abade commendatario de Saint-Saveur-de-Redon, na diocese de Vannes, em 1468, renunciou ao cargo em 20 de julho de 1471. Cardeal protopresbítero em abril de 1469. Em 18 de dezembro de 1469, ele renunciou ao commendam do mosteiro de Rosien, diocese de Limoges.
Voltou para Roma a partir da França, em 20 de outubro de 1472. Passou para a suburbicária de Sabina em 11 de dezembro de 1472. Coëtivy tinha o palácio arquiepiscopal de Avinhão reconstruído. Ele era antes commendatario de Bere, de Pertre, de La Franceullo; da abadia de sous-Dol, de Brugny; do Courans e de Montaigne.
Alain morreu em Roma, em seu palácio no Campo de Fiori, em 4 de maio de 1474 e foi sepultado em Roma, na Basílica de Santa Prassede all’Esquillino.

## Conclaves
- Conclave de 1455 – participou da eleição do Papa Calisto III.
- Conclave de 1458 - participou da eleição do Papa Pio II.
- Conclave de 1464 - participou da eleição do Papa Paulo II.
- Conclave de 1471 - não participou da eleição do Papa Sisto IV.